# Turabo
Turabo es un barrio ubicado en el municipio de Caguas en el Estado Libre Asociado de Puerto Rico. En el Censo de 2010 tenía una población de 15739 habitantes y una densidad poblacional de 1.106,09 personas por km².

## Geografía
Turabo se encuentra ubicado en las coordenadas 18°12′9″N 66°2′47″O / 18.20250, -66.04639. Según la Oficina del Censo de los Estados Unidos, Turabo tiene una superficie total de 14.23 km², de la cual 14.17 km² corresponden a tierra firme y (0.44%) 0.06 km² es agua.

## Demografía
Según el censo de 2010, había 15739 personas residiendo en Turabo. La densidad de población era de 1.106,09 hab./km². De los 15739 habitantes, Turabo estaba compuesto por el 76.3% blancos, el 10.81% eran afroamericanos, el 0.46% eran amerindios, el 0.2% eran asiáticos, el 7.93% eran de otras razas y el 4.29% pertenecían a dos o más razas. Del total de la población el 99.18% eran hispanos o latinos de cualquier raza.